# Dachuan, Dazhou
Dachuan är ett stadsdistrikt i staden Dazhou i provinsen Sichuan i sydvästra Kina. Det skapades 2013 genom en ombildning av Da härad (达县, Da xian).